# Дате (уезд)
Дате (яп. 伊達郡 Дате-гун) уезд расположен в префектуре Фукусима, Япония.

Расположение уезда Дате в префектуре Фукусима.

По оценкам на 1 апреля 2017 года, население составляет 32,021 человек, площадь 620.95 км ², плотность 51.6 человек / км ². 

## Посёлки и сёла
- Кавамата
- Кури
- Куними

## Слияния
- 7 ноября 2005 года сёла Нигаси, Омотего, Тайсин слились в город Сиракава.
- 1 июля 2008 посёлок Иино слился с городом Фукусима.